# Île Cormorant
Pour les articles homonymes, voir Cormorant.
L'île Cormorant est située en Colombie-Britannique au Canada.

## Géographie
Il s'agit d'une petite île boisée de 4 km2 située dans le détroit Broughton entre l'île de Vancouver et l'île Malcolm.

## Présence humaine
L'île abrite le village d'Alert Bay ainsi que plusieurs communautés autochtones. Elle est réputée pour ses imposants totems.

## Transport
L'île est accessible via le petit aérodrome d’Alert Bay, ainsi que par le ferry reliant Alert Bay à Port McNeill sur l'île de Vancouver et à Sointula sur l'île Malcolm (Northern Gulf Islands Route).